# Ave-et-Auffe
Pour les articles homonymes, voir Ave et Arfe.
Ave-et-Auffe (en wallon Åve) est une section de la ville belge de Rochefort située en Région wallonne dans la province de Namur. Cette ancienne commune de la Famenne à la frontière de la province de Luxembourg est formée de deux hameaux voisins : Ave et Auffe.

## Géographie
Proche de l'autoroute A4 les deux hameaux se trouvent en continu sur la route nationale 86 qui va de Wellin à Han-sur-Lesse et plus loin continue vers le nord-est et rejoint Aywaille dans la province de Liège.

## Histoire
Il reste des vestiges d'anciennes fortifications dans le bois Niau, au pied duquel deux voies romaines se croisaient. Non loin de là, aux lieux-dits Sous les Fosses, Sur le Plateau et Devant Niau furent découverts des cimetières mérovingiens.
Le village d’Ave comptait en 1794, 150 habitants. En 1857 : 220 habitants pour 33 maisons. Auffe, à l'est, était plus petit. En date du 13 février 1826, les deux communautés d'Ave et d'Auffe se réunissaient sous le nom d'Ave-et-Auffe. Lors de la réforme communale de 1977, la commune fut dissoute et les deux hameaux, Ave et Auffe, furent administrativement rattachés à la ville de Rochefort.